# Laophonte applanata
Laophonte applanata är en kräftdjursart som beskrevs av Georg Ossian Sars 1909. Laophonte applanata ingår i släktet Laophonte och familjen Laophontidae. Inga underarter finns listade i Catalogue of Life.